# Uhřínovice (Brtnice)
Uhřínovice (dříve Uřínovice, německy Ruprenz) jsou vesnice, část města Brtnice v okrese Jihlava v Kraji Vysočina.

## Název
Název se vyvíjel od varianty Vgrinowichi (1234), Ruprechticz (1371), Vhrzinowicze (1538), Vržinowicze (1590), Ruprencz (1678), Ruprentz (1718), Riprentz (1751), Ruprenz a Uhřinowice (1846), Rupprenz a Uhřínovice (1872) až k podobě Uhřínovice v letech 1881 a 1924. Pojmenování je rodu ženského, čísla pomnožného, genitiv zní Uhřínovic. České místní jméno Uhřínovice vzniklo přidáním přípony -ovice k osobnímu jménu Uhřín a znamenalo ves lidí Uhřínových. Německý název Ruprenz je odvozeno od osobního jména Ruprechts.

## Historie
První písemná zmínka o vesnici pochází z roku 1234, kdy markrabě Přemysl věnoval Brtnici s přilehlými obcemi klášteru cisterciaček v Tišnově. Ovšem osídlení této oblasti se dá snad datovat do dávnější minulosti, jelikož důležitým činitelem v počátcích osídlení Brtnicka byla Haberská stezka. V současné době nelze dokázat, zda již existovala i během 7.–10. století nebo byla-li obnovena až v 11. století, kdy se poprvé připomíná u kronikáře Kosmy.
Název Uhřínovice je pravděpodobně odvozen od osobního jména Uhřín, německý název Ruprenz je typický pro německou kolonizaci ve druhé polovině 13. století, která v tomto případě mohla překrýt i daleko starší osídlení. V novodobé historii vsi je významná stavba české školy v roce 1909, jejímž správcem byl Antonín Kožešník, který se zasloužil zejména také o založení sboru dobrovolných hasičů v roce 1911. Po nelehkém období obou světových válek a následné socializaci se vesnice nadále modernizovala a vzkvétala. V současné době má 75 stálých obyvatel a další poměrně velkou část obce tvoří chalupáři, kteří zde tráví velkou část roku. V novodobé historii se stal raritou místní minipivovar, který pod značkou Ruprenz vyrábí pivo pro nejbližší okolí.

## Přírodní poměry
Nachází se čtyři kilometry jižně od Příseky a 3,5 kilometru severozápadně od Brtnice. Geomorfologicky je oblast součástí Česko-moravské subprovincie, konkrétně Křižanovské vrchoviny a jejího podcelku Brtnická vrchovina, v jehož rámci spadá pod geomorfologický okrsek Puklická pahorkatina. Průměrná nadmořská výška činí 600 metrů. Nejvyšší bod, Štelcáry (653 metrů), leží na jižní hranici katastru. V severní části stojí Vlčkovo březí (648 metrů). Jižně od vsi pramení bezejmenný potok, na němž se rozkládají Matouškův rybník, Horní Uhřínovický rybník a Dolní Uhřínovický rybník, na hranici katastru[zdroj?] pak Štičí rybník. Potok poté teče na západ, kde se vlévá do řeky Brtnice. Západní hranici katastru tvoří Přísecký potok, na němž leží Hraniční rybník.

## Obyvatelstvo
Podle sčítání 1930 zde žilo v 40 domech 207 obyvatel. 207 obyvatel se hlásilo k československé národnosti. Žilo zde 207 římských katolíků.
| Rok            | 1869 | 1880 | 1890 | 1900 | 1910 | 1921 | 1930 | 1950 | 1961 | 1970 | 1980 | 1991 | 2001 | 2011 | 2021 |
| -------------- | ---- | ---- | ---- | ---- | ---- | ---- | ---- | ---- | ---- | ---- | ---- | ---- | ---- | ---- | ---- |
| Počet obyvatel | 226  | 210  | 198  | 197  | 228  | 203  | 207  | 167  | 137  | 113  | 81   | 64   | 65   | 76   | 89   |
| Počet domů     | 34   | 34   | 34   | 33   | 34   | 35   | 40   | 41   | 32   | 29   | 20   | 35   | 36   | 42   | 40   |

## Obecní správa
V letech 1850–1909 patřily Uhřínovice k Přísece, posléze byly samostatnou obcí, od 1. října 1979 se stala místní částí Brtnice.

## Hospodářství a doprava
V obci sídlí firma Valdivia s.r.o. a Pivovar Ruprenz. Obcí prochází silnice III. třídy č. 4054, která vede ke komunikaci II. třídy č. 405 z Příseky do Brtnice. Dopravní obslužnost zajišťují dopravci ICOM transport a TRADO-BUS. Autobusy jezdí ve směrech Jihlava, Kněžice, Předín, Želetava, Brtnice, Třebíč a Dolní Smrčné. Obcí prochází cyklistická trasa č. 5215 z Komárovic do Cerekvičky-Rosice.

## Školství, kultura a sport
Zdejší děti dojíždění do základní školy v Brtnici. Působí zde Sbor dobrovolných hasičů Uhřínovice.

## Pamětihodnosti
- Boží muka u čp. 26 - kulturní památka České republiky č. 23904/7-5369
- Kaple na návsi
- Několik křížků - u kaple, u čp. 50 a u výjezdu ze vsi na Komárovice

## Další fotografie

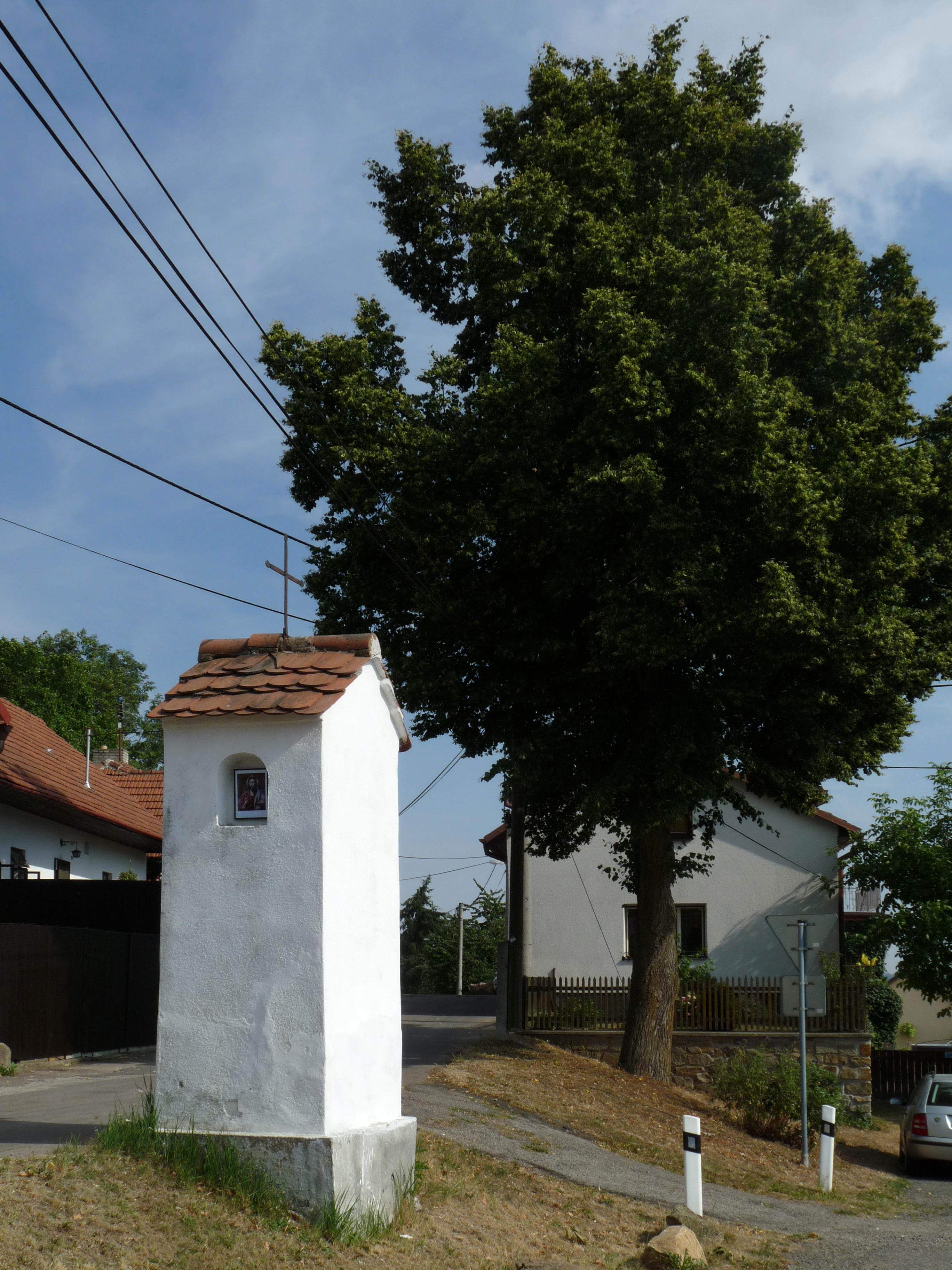
Kulturní památka boží muka
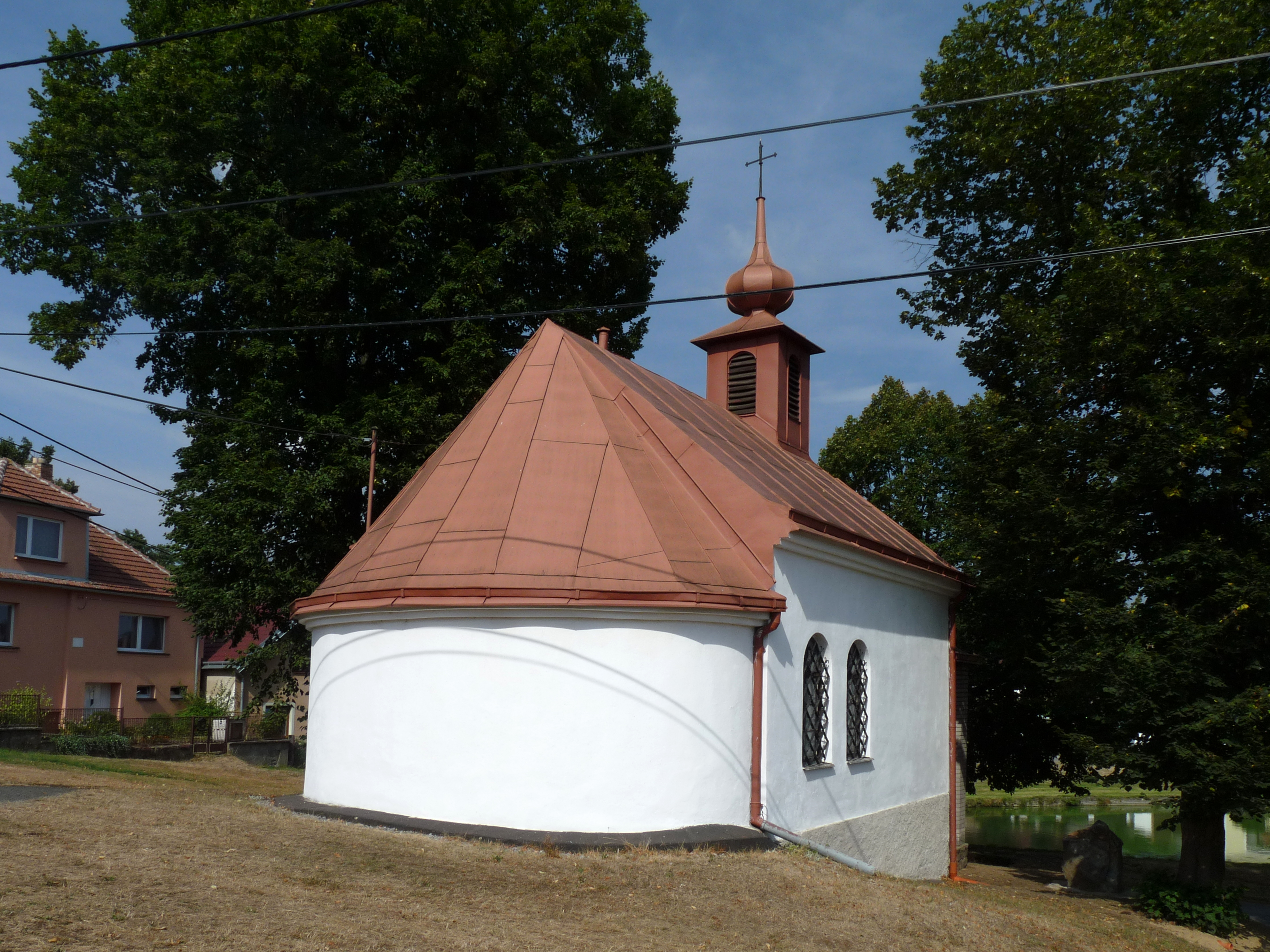
Kaple Nanebevzetí Panny Marie
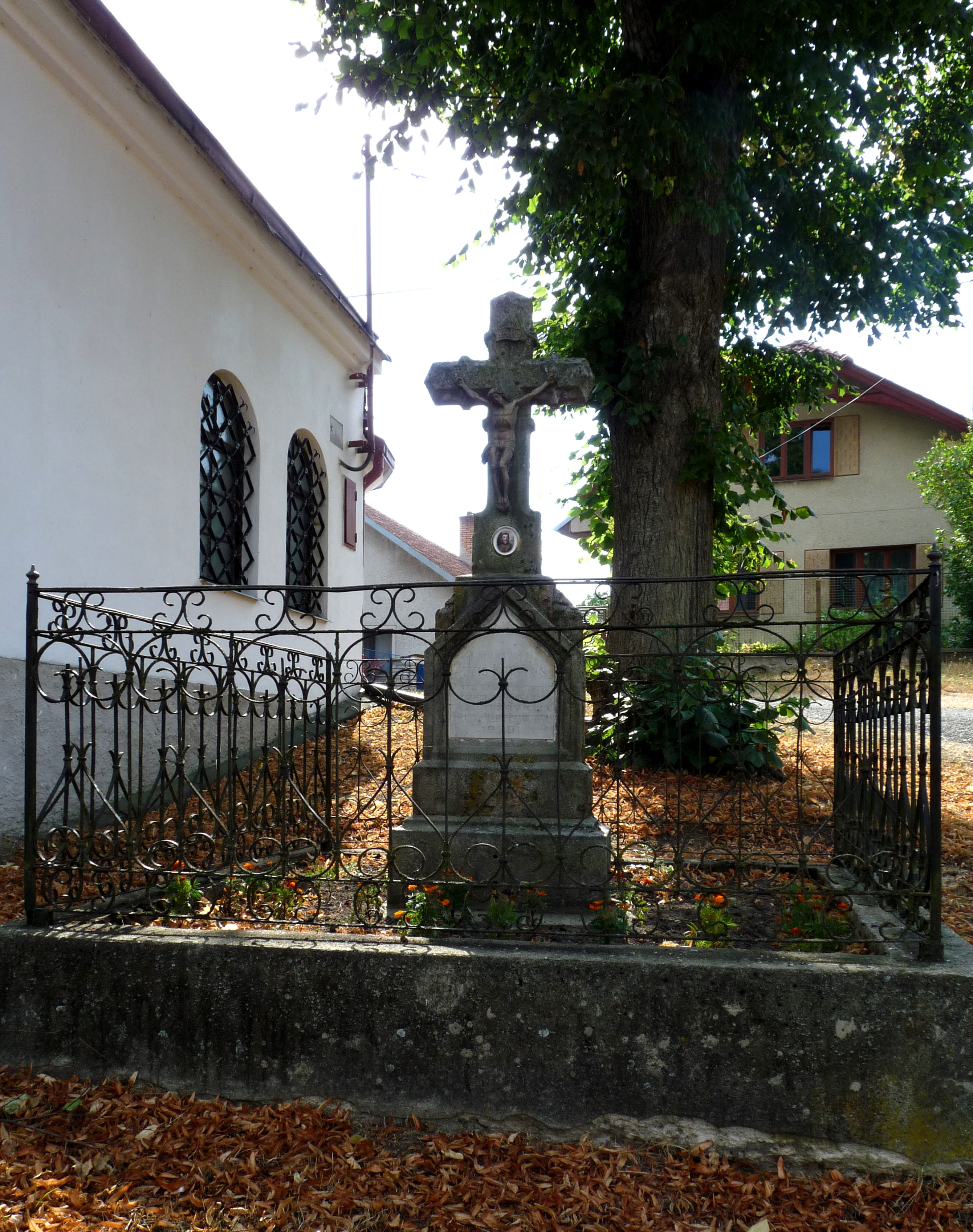
Křížek u kaple